# Elecciones provinciales de Buenos Aires de 1950
Las elecciones generales de la provincia de Buenos Aires de 1950 se realizaron el 12 de marzo del mencionado año, siendo los primeros comicios que celebraba la provincia desde la reforma constitucional argentina de 1949 que, entre muchas otras cosas, habilitaba la reelección inmediata para la mayoría de los cargos y establecía un período provisorio para los gobernadores en el que el mandato duraría dos años (4 de junio de 1950 - 4 de junio de 1952) para que los siguientes comicios colindaran con las elecciones presidenciales venideras. Por tal motivo, debía elegirse al gobernador para el período 1950-1952 y a la mitad de ambas cámaras de la Legislatura Provincial.
Teniendo permitida la reelección, el gobernador incumbente, Domingo Mercante, del Partido Peronista (PP) se presentó para el período provisorio. Su vicegobernador, Juan Bautista Machado, no se presentó a la reelección, por lo que en su lugar José Luis Passerini fue el compañero de fórmula de Mercante. El Partido Peronista Femenino (PPF), sección femenina del PP liderada por Eva Perón, presentó también la fórmula Mercante-Passerini. Su principal competidor sería Ricardo Balbín, candidato de la Unión Cívica Radical (UCR), acompañado por Héctor Noblía para vicegobernador. Durante la campaña, la oposición acusó al oficialismo de restringir la libertad de prensa y de arrestar arbitrariamente a muchos de sus principales dirigentes.
El día de las elecciones, Balbín fue repentinamente detenido en su domicilio, poco después de emitir sufragio. Fuera de este suceso, que fue oportunamente utilizado por la oposición para denunciar la actitud del gobierno, la jornada electoral fue tranquila. Mercante en última instancia triunfó con el 57,49% de los votos contra el 33,49% de Balbín, seguido del conservador William Alzaga con un 4,55%, el socialista Bronzini con un 2,77% y el comunista Peter con un 1,70%. La participación decreció notablemente. El peronismo mantuvo su hegemonía y Balbín, al ser detenido y lograr un segundo lugar aceptable, consolidó su dominio como líder de la oposición, lo que lo convertiría en candidato presidencial del radicalismo en las siguientes elecciones. Aunque la UCR había perdido votos con respecto a la anterior elección gubernativa, se mostró optimista, alegando que su porcentaje de votos ascendió notoriamente con respecto a las elecciones constituyentes, al contrario del peronismo, que perdió bastantes votos. El presidente del Comité Provincial, Moisés Lebensohn, afirmó que esas elecciones marcaban la decadencia peronista, sin que hubiera verdaderas evidencias de ello.

## Resultados

### Gobernador y vicegobernador
|  | 57,49 % |

|  | 33,49 % |

|  | 4,55 % |

|  | 2,77 % |

|  | 1,70 % |

|  | 97,53 % |

|  | 2,47 % |

|  | 74,10 % |

|  | 100 % |